# Sasha Knox
Sasha Knox (San Francisco, California; 10 de mayo de 1984) es una actriz pornográfica estadounidense. Probablemente es más conocida por aparecer en reality show de la cadena Fox llamado My Bare Lady.
Su retiro de la industria porno fue anunciado en noviembre de 2006 y su página de MySpace fue removida del aire.
Knox fue co-finalista (conjuntamente con Mark Davis) a los Premios XRCO del 2007 en la Categoría "Mejor Química en Escena".

## Regreso
En 2009 volvía al porno después de unos años de retiro, rodando para la web Bangbros en la escena de Ass Parade - Emma Heart, Sasha Knox -. Además de películas para la compañía Elegant Angel en un interracial, entre otras. Continuo trabajando en haciendo presentaciones eróticas en Bares y lugares de su ciudad local y para el 2016 aproximadamente sufrió un accidente en moto que requirió de cirugía en su rodilla, motivo por el cual se alejó de su trabajo y recurrió a la colaboración de sus fanes que le realizaron donaciones.